# Скинк (ЗСУ)
Skink — канадская зенитная самоходная установка, разработанная в 1943-44 годах по требованию Первой канадской армии. Из-за отсутствия угрозы со стороны немецкого Люфтваффе «Скинк» был списан в 1944 году после того, как было построено всего три установки.

## История создания
Разработка полностью закрытой четырёхместной 20-мм опоры на шасси танка «Гризли» (танк M4A1 Sherman канадского производства) была одобрена Советом технического развития канадской армии как проект 47 в марте 1943 года. В соответствии с традицией канадские боевые бронированные машины называли по животным, предложенный танк был назван в честь сцинка, единственной ящерицы Онтарио.
Канадское министерство боеприпасов и снабжения разработало башню собственными силами Отдела инженерных разработок армии с помощью Инспекционного совета. Компания Waterloo Manufacturing Co. в Ватерлоо, Онтарио, получила задание построить предварительный деревянный макет. Макет был завершен 18 сентября 1943 года. Тогда было разрешено строительство двух пилотных турелей со сварной броней. Первая опытная башня была продемонстрирована в середине декабря. В январе 1944 года на шасси «Гризли» успешно прошла испытание опытная башня. Из-за проблем, связанных со сваркой башни такой сложной формы с катаной гомогенной броней, компания Dominion Foundries из Гамильтона получила контракт на производство полностью закрытой литой башни (одна из самых больших отливок брони, когда-либо сделанных в Канаде).
Первоначально планировалось вооружить «Скинк» четырьмя 20-мм пушками Hispano-Suiza, и первые прототипы были вооружены таким образом. В январе 1944 года 21-я группа армий в Европе решила, что её подразделения будут использовать только британские 20-мм орудия Polsten. Это потребовало переделки башни, которая была завершена в апреле. Это изменение отложило реализацию проекта на 3-4 месяца, в то время как сокращение 21-й группой армий количества зенитных орудий, выдаваемых её подразделениям, привело к сокращению количества требуемых башен «Скинк». Это количество сократилось до нуля в конце июля 1944 года, когда 21-я группа армий приняла решение, что, поскольку немецкие военно-воздушные силы — Люфтваффе — практически уничтожены над северо-западной Европой, больше нет необходимости в самоходных зенитных орудиях. Контракт на «Скинк» был расторгнут в середине августа, и были собраны только три полных ЗСУ и восемь комплектов башен.

## Описание конструкции

### Броневой корпус и башня
Модифицированная гидравлическая траверса Oilgear с двумя насосами могла вращать башню со скоростью до 65° в секунду и, что очень важно для быстрого реагирования, ускоряться из состояния покоя до 60 ° за две секунды. Подъём орудия также поддерживался гидравлическим приводом, поэтому орудия могли перемещаться со скоростью до 45 ° в секунду по дуге от −5 ° до + 80 °. Наводчик управлял подъёмом и поворотом с помощью джойстика и использовал рефлекторный прицел Mk.IX. Изначально планировалось построить 300 башен «Скинк» для канадской и британской армий. Один «Скинк» был отправлен в Великобританию для оценки, а затем был отправлен во Францию для полевых испытаний в Первой канадской армии.

### Вооружение
Машина была оснащена четырьмя 20-мм орудиями Polsten скорострельностью 650 выстрелов в минуту.

## Боевое применение
С 6 февраля по 11 марта 1945 года «Скинк» побывал во всех канадских танковых полках, кроме одного, в районе от Неймегена до Клеве, часто вступая в бой с немецкой армией. Все подразделения сочли его ценным приобретением, но ни один вражеский самолёт не приблизился к орудиям «Скинка», и его основная функция заключалась в том, чтобы вывести из строя упорные очаги вражеской пехоты и заставить их сдаться. Оставшиеся опытные образцы «Скинков» и завершённые башни отправились на долгосрочное хранение в Канаду, где в какой-то момент были списаны. Сохранилось лишь несколько незаконченных отливок башни, спасённых с полигона.

## В массовой культуре
- Присутствует в видеоигре War Thunder в качестве ЗСУ в ветках прокачки Великобритании и США.
- Присутствует в видеоигре R.U.S.E. как ЗСУ. Производится на "Базе Прототипов" нации Великобритании. Смертельна для авиации и живой силы противника.